# エジプトのマリア
エジプトの聖マリア（エジプトのせいマリア）は、東方諸教会、正教会、カトリック教会、聖公会のいずれでも崇敬されるキリスト教の聖人。特に正教会で、第一の聖人たる生神女マリヤ（聖母マリア）に次ぐ第二の聖人とも呼ばれ、極めて篤く崇敬されている。

## 概要
生没年がはっきりしておらず（後述）、6世紀初め頃の聖人と正教会では伝えられているが、カトリック教会では5世紀初め頃の聖人と伝えられており、東西教会間で伝承される年代に相違がある。ただし東西教会の分裂がはっきりする前の時期の聖人である事はいずれの年代によっても確実であるという事もあり、東西両教派のいずれの聖伝・伝承においても、伝えられている彼女の生涯に関する内容（淫蕩の生活から、修行と苦難を経て高徳の聖人へ）は共通している。
その波乱に満ちた生涯は、古くから現代に至るまで、様々な藝術作品・文学・音楽作品に用いられる題材となっている（後述）。
日本正教会の祈祷書ではエギペトの聖マリヤと呼ばれる。エギペトとはエジプトの事で、ギリシャ語の"Αίγυπτος"（エギプトス：中世以降の読み）が中世にスラヴ語圏に入った際に教会スラヴ語・ロシア語においてЕгипет（エギペト）と転写されたものが片仮名に転写されたものである。ちなみに「エジプト」は英語由来の転写である。正教会では「克肖女」の称号も付され、「エギペトの克肖女聖マリヤ」として記憶される。

## 教会の伝承
エジプトの聖マリアについての伝承は、ヨルダン川の川岸にある前駆授洗聖イオアン修道院で語り継がれていた。この伝承を編纂したのは、エルサレム総主教であった聖ソフロニオス（ギリシア語 Σωφρόνιος, ラテン語 Sophronius, ?-634年）である。聖ソフロニオス（日本正教会では聖ソフロニイと転写される）は、ダマスカス出身の7世紀のキリスト教神学者、修道士であり、エルサレム総主教（在位634 - 638年）を務めた。ソフロニオスは正教会でのみ聖人とされている。

### イコン

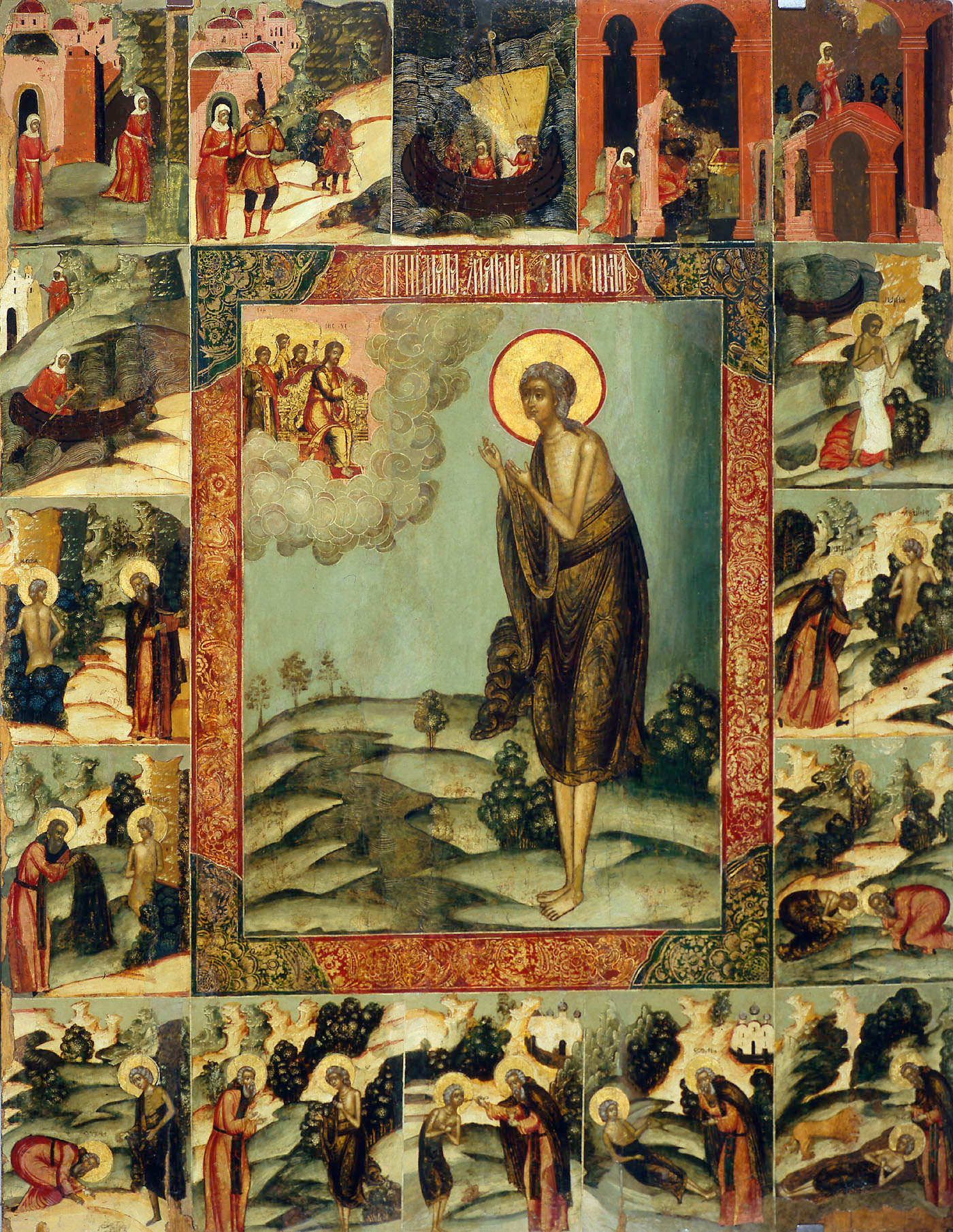
エジプトの聖マリアのイコン。17世紀にロシアで描かれたもの。中心に祈りを奉げるエジプトの聖マリアの姿が描かれ、周囲にその生涯についての伝承内容が左上から順に描かれている。

イコンには聖人の生涯が併せて描かれる事も多いが、エジプトの聖マリアのイコンにも右に挙げる画像のようにそのようなタイプが存在する。以下に述べる聖マリアの生涯に関する内容は、右のイコンの周囲に描かれた内容と同様のものである。このイコンの物語は最上段の一番左から始まり、最上段の一番右に読んだ後、2段目の左、2段目の右、3段目の左、3段目の右、4段目の左、4段目の右、最下段の一番左から最下段の右まで読むという順番になっている。

### 生涯（聖伝による概略）
エジプトの聖マリアに会い、その生涯を知ったのは修道司祭であったパレスチナの聖ゾシマであったという。以下、教会における聖伝の伝える内容の概略を述べる。聖伝の伝える台詞等の詳細は参考文献を参照。聖伝の理解においては、教会における教えにおいても世俗における宗教学においても、その細かい台詞の数々が示唆する象徴的表現についての理解が必須なのではあるが、スペースの問題上やむなく割愛して概略にとどめた。
以下の内容と文体は歴史的事実としての記述ではなく、あくまで教会の伝える聖伝の概略を示したものである。

#### ゾシマと修業女との出会い
パレスチナの聖ゾシマは修道士として修道院で修行を積んでいたが、天使の告げに従い、より厳しい斎 (ものいみ)を行う為、また偉大な長老に会う事を求めて、ヨルダン川の傍にある修道院に移った。この修道院では大斎（おおものいみ…復活大祭前の、食品制限を伴う心身の修養期間）が始まると、修道士達が互いに罪を赦し合った後に荒野・砂漠に出かけて行き、復活大祭まで孤独に祈り、修行を行う習慣があった。食物は最低限のものだけを持ち、それが尽きると野原の食べ物（木や根）を食べる者も居たという。
こうした修行をするにあたって、修道士達は互いの修行内容の詳細を尋ね合わないしきたりであった。修行内容を誇って傲慢に陥ったり、他者の緩い修行内容を咎めるという他者の罪を論うという罪に陥ったり、自分の修行内容を他者と比較する事で傲慢もしくは卑屈になったりするという、そうした様々な弊害を生まないためであった。
多くの年がそれから過ぎたある年もまた同様のしきたりに従い、老いたゾシマは荒野に出ていた。ゾシマは荒野の奥深くにまで足を伸ばせば、より偉大な長老に会えるだろうという期待をしていた。荒野に出て20日目に、涸れた小川の傍で第六時課（修道院における昼の奉神礼）の聖詠と祈祷文を詠んでいると、右の方に人影がある事にゾシマは気付いた。悪魔かと思い恐怖に耐えつつ祈祷文を最後まで詠み終えてから人影の方をよく見ると、砂漠の灼熱の太陽によって肌は黒ずみ髪は白くなっては居たが、それは裸の人間であった。

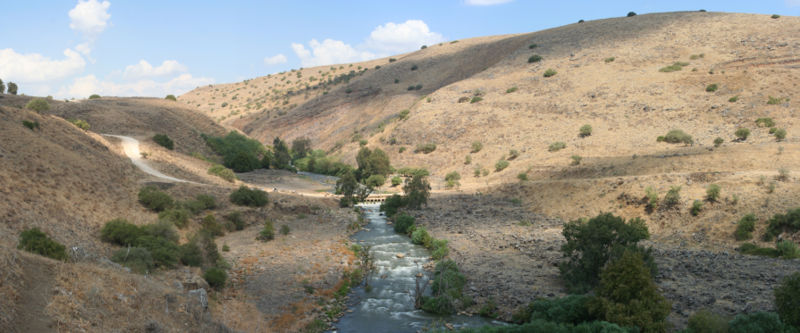
ヨルダン川と荒野

20日間も生き物を見ていなかったゾシマは喜んでその人間の元に走って近寄ろうとしたが、彼方の裸の人間は逃げ出した。しばらく老いも忘れてゾシマは追いかけたが、この人物にゾシマは追いつけなかった。息の切れたゾシマが「罪深い修道士（である私）からなぜ逃げるのですか。主の為にあなたの祈りと祝福を与えて下さい」と呼び掛けると、彼方の人物は「ゾシマ長老よ」と言い、自らが裸の女である事を告げ、裸であるが為にそのままでは近寄ることが出来ないので、自らの為に祈ってくれるのならば上着を与えて欲しいと答えた。ゾシマは名乗っていないのに自分の名を彼女が知っていた事に驚き、「この修業女は主から洞察力を得ているに違いない」と考え、上着を遠くから投げ、修業女に与えた。
その後、互いに謙遜する言葉を述べ合いながら、祝福を相手から得ようとする問答が長い間続いた。やがて彼女がゾシマが司祭職にある事を述べ、ゾシマが彼女を祝福すべきであると言った。それに対しゾシマは、名乗っていないのに自らの名を知っており、自らが司祭である事まで知っていた彼女こそが自らを祝福すべきであると譲らなかったので、彼女はゾシマを祝福した。
彼女は祈る際に地面から50センチメートルほど浮き上がっていたという奇蹟を、教会の聖伝は伝えている。

#### 修業女の話

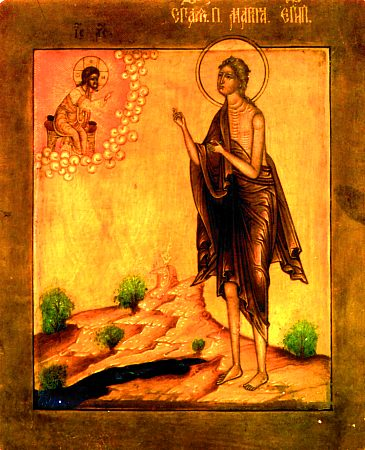
エジプトの聖マリアのイコン

これまでの修行に至る経緯を強く知りたがるゾシマに対し、初めは教えなかった彼女も自らの生涯について非常に謙遜しつつ話した。
エジプトに生まれ、12歳で両親の元を離れた彼女はアレクサンドリアに赴き、以降17年間、淫蕩の生活におぼれたという。それは売春によるものではなく、糸紡ぎという職を持ちつつも、肉欲目当てで無報酬で男達と寝ているというものであり、結果として貧しい生活をしていた。ある時、十字架挙栄祭（正教会の十二大祭の一つで、ハリストスが実際に磔にされた十字架が土中から発見された事を祝う祭）のためにエルサレムに向けて海を渡って行く人々を見た彼女は、誰か男と寝ようと考えて船に同乗した。船の中でも、エルサレムに到着してから十字架挙栄祭の日に至るまでも、淫蕩の日々を過ごしていた。
十字架挙栄祭の日、主の十字架（この時代、イイスス・ハリストス（イエス・キリストのギリシャ語読み）が実際に磔にされたものと伝えられる十字架がエルサレムの至宝となっていた。現在はその一部とされる遺品が各地に遺されている。）を見ようとして彼女は聖堂に入ろうとしたが、見えざる力によって押し返された。その時彼女は自らの淫蕩という罪を自覚し、涙を流して生神女の庇護を願う祈りを捧げ、十字架を見る事が出来るのならばこれ以降、淫蕩を止めるという祈りを捧げた。すると彼女は聖堂に入る事が出来、十字架も目にする事が出来たという。
その直後、ヨルダン川の向こう岸に行けば平安を得られるであろうとの啓示を得た彼女は、ヨルダン川に赴いて顔と手を洗い、丸木舟でヨルダン川の向こう岸に渡った。その後47年間、荒野で修行生活をしていた。着物は擦り切れて失われ、食物は荒れ野の貧しい食べ物に頼っていた。情欲にも焦がされたが、それらとも精神的に闘っていた。
これらの話に彼女が聖書の句を引用しながら話すのを聞き、ゾシマが「母よ、どこでそのような言葉を学ばれたのですか」と尋ねると、彼女は一切それらの言葉を学んだことも聞いた事は無いと答え、ただ全知全能の神は人にあらゆる事を教えられます、と微笑んで答えた。

#### 領聖

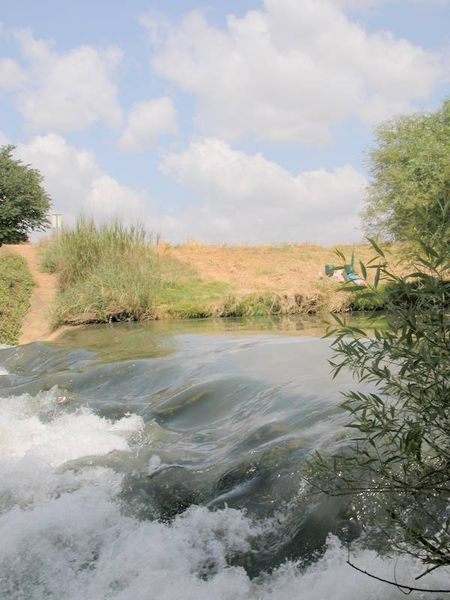
ヨルダン川。このようにヨルダン川は、場所と時期によっては水量も多く、川幅も広い。

修業女はゾシマに対し、来年は大斎になっても修道院から出ずにとどまり、機密制定の晩餐の聖体礼儀で聖変化した聖体尊血（パンと葡萄酒）を領聖のためにヨルダン川の修道院側の岸まで持って来てくれるように頼んだ。機密制定の晩餐の聖体礼儀は大斎の受難週間に行われるものであり、修道院にとどまっていなければ参加出来ないものだったのである。修業女はまた、ゾシマが来年は修道院からその時期に出たくても出られないであろう事も預言した。
翌年の大斎に、果たして修業女の預言通り、ゾシマは病を得、荒野に出ずに修道院にとどまらざるを得なかった。数日経って回復したが、ゾシマは受難週まで修道院に残った。
機密制定の晩餐の記憶の時間が近付くと、ゾシマは聖体尊血を器に入れ、夕刻遅くに修道院を出てヨルダン川の岸辺で待った。修業女はなかなか来なかったが、ゾシマは待ち続けた。やがて修業女が河の向こう側に現れると、ゾシマは喜んで神を讃美したが、舟も無いのにどのようにして修業女が川を渡って来られるだろうかと考えた。すると修業女は十字を画いて祈ると、川面を素早く歩いて渡り始めた。ゾシマが彼女に伏拝（土下座する拝礼の仕方）しようとすると、彼女は川の真ん中から「師父（しふ）よ、何をしようとするのですか。貴方は聖体を持つ司祭ではないですか」と叫んで止めた。
川を渡り終えると修業女はゾシマに「神父よ、福をくだせ」と言い、祝福を求めた。ゾシマは示された奇蹟に戦き（おののき）ながら、震える声で祈祷と祝福を行った。その後、修業女は領聖し涙を流した。修業女は、最初に会った涸れた小川の所に来年に来るようにゾシマに頼んだ。
帰途、修業女の名をこれまで尋ねてこなかった事をゾシマは後悔したが、来年になれば名を知る事も出来るだろうとの望みを抱いた。

#### 永眠と埋葬、その後
一年経ち、ゾシマは言われた通り涸れた小川の傍まで来て見ると、その東側に東方を向いて腕を胸の上で組んだまま永眠している修業女の姿を見つけた。長い間泣いてから埋葬式の祈りを唱えた後、埋葬すべきかどうか迷っていると、修業女の頭の傍に、「師ゾシマよ、この場所に神の婢（ひ）マリアを埋葬し、肉体を土に帰して下さい。四月の第一日（ユリウス暦）、機密制定の晩餐の聖体に与り（木曜日を示す）、ハリストスの十字架上の苦しみの夜（金曜日の夜を指す）、永眠した私のために主・神に祈って下さい。」と書かれてあるのを見つけた。
ゾシマは、修業女が読み書きを知らなかったため、誰がこれを書いたのであろうと思い驚いた。しかし修業女の名マリアを知る事が出来た事を喜んだ。またこの記述から、ゾシマが20日間かけて歩んだ荒野の道（川岸から涸れた小川の傍まで）をマリアは一瞬にして歩き、この場所で永眠した事が分かった。
ゾシマは涙で地とマリアの体をぬらし、神を讃美しつつマリアをこの地に埋葬しようとしたが、道具も無く地面も堅かった為、作業は難航した。顔を上げ、腰を伸ばした際、マリアの足元に大きなライオンが現れ、彼女の足を舐めているのを見た。ゾシマは恐れたが、マリアの祈祷によってライオンが自らに危害を加える事は無いと信じて十字を画いた。するとライオンが彼に甘え始めたので、ゾシマは勇気を奮ってマリアのために墓を掘るようにライオンに命じた。ライオンが彼の言葉通り地面を掘り起こしたので、ゾシマはマリアをそこに埋葬した。ライオンは荒野の奥へ、ゾシマは修道院へと神を讃美しながら戻った。
帰還したゾシマが修道院長と修道士達にこれらの話を語ると、皆その話に驚き、克肖女マリア（こくしょうじょマリア）の永眠日を記憶する事が決められた。
ゾシマはその後も修道院で神に仕え、100歳近くになって永眠したという。

## 教会における記憶

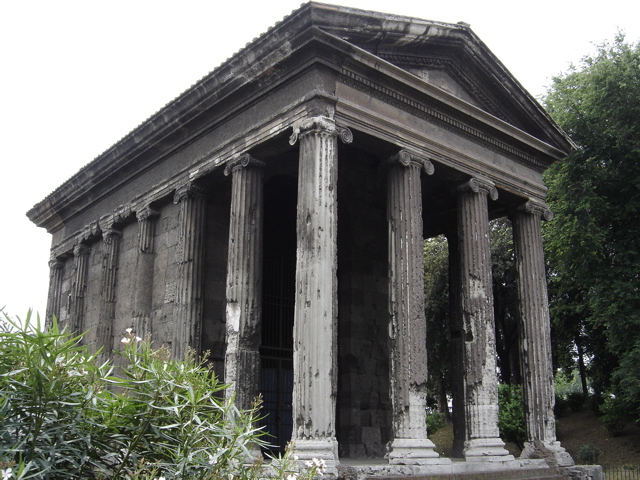
ローマのポルトゥヌス神殿。長い年月に亘って放置されていたが、872年になってエジプトの聖マリアを記憶する聖堂として再利用された。

エジプトの聖マリアを記憶する聖堂が各地にある。正教会の公祈祷・奉神礼においても、特に大斎を中心として様々な箇所で聖マリアに関する記述が朗誦される。
また、称号まで全て含めて記述される場合、聖マリアはエギペトの克肖女（聖）マリヤとも呼ばれる。克肖女（こくしょうじょ）とは「肖を勝ち得た女」との意味で、肖とは日本正教会においてアダムとエヴァ（イブ）によって曇らされた神の似姿を指す漢字として用いられる。
女性の聖人が「克肖」の称号が用いられる場合には克肖女（こくしょうじょ）と呼ばれ、男性の聖人の場合には克肖者（こくしょうしゃ）と呼ばれる。本記事内に登場していた修道司祭ゾシマもまたパレスティナの遁世者克肖（聖）ゾシマと呼ばれる。すなわち克肖者・克肖女は「神に似た人間の本来の姿を回復した聖人」を意味することとなる。

### 伝承の意義
エジプトの聖マリアに関する聖伝の意義付けには様々なものがあるが、以下のようなものが挙げられる。
- 神はどのような罪人にも霊（たましい）の救い・永遠の生命に至る機会を与えられる。

また正教会では以下のようなものが挙げられる。
- 厳しい斎（ものいみ：正教会における心身の修養）とその成果とを人に誇ってはならない。ゾシマの修道院の修道士達も、マリアも、他人に自らの斎の内容を明かさなかった。エジプトのマリアの心身の潔め（きよめ）が明らかになるのもマリアの永眠後の事である。
- 高徳のゾシマと高徳のマリアが互いに謙遜し合ったような、神と人の前における謙遜の精神。
- 領聖に対する畏れと感謝の心。

他にも、この聖伝は長い構成となっているため、台詞の一つ一つから読み取れるメッセージはさらに多い。

### 記憶日
冒頭で先述した通り、東方諸教会でも正教会でもカトリック教会でも、エジプトの聖マリアは記憶され聖人とされているが、記憶する日・祭日は異なっている。
正教会では4月1日（但しユリウス暦使用の教会では、グレゴリオス暦に換算すれば4月14日となる）と、大斎第5主日に記憶される。カトリック教会では4月3日に記憶される。

## 生没年についての謎
教派ごとに記憶日が異なるほか、生没年についての伝承も異なっている。正教会ではエジプトの聖マリアの永眠した年を521年、522年などとする数字が挙げられているが、他方、カトリック系のオンライン百科事典では421年となっている。
他にも様々な伝承・推定がなされているが、聖マリアが永眠する前日に領聖した4月1日が復活祭前の木曜日であったという記述が年代確定の手がかりになるとされる。つまり、4月4日が日曜日・主日となり、かつ復活大祭であった年が、聖伝と符合する年という事になる。
しかしながら、各教会に伝わる伝承のうち、このような条件を満たす年号を示す伝承が存在しない。従ってこの手がかりに拠っても、エジプトの聖マリアの生没年は確定されていないのが現状である。

## 藝術作品・文学作品・音楽等への影響

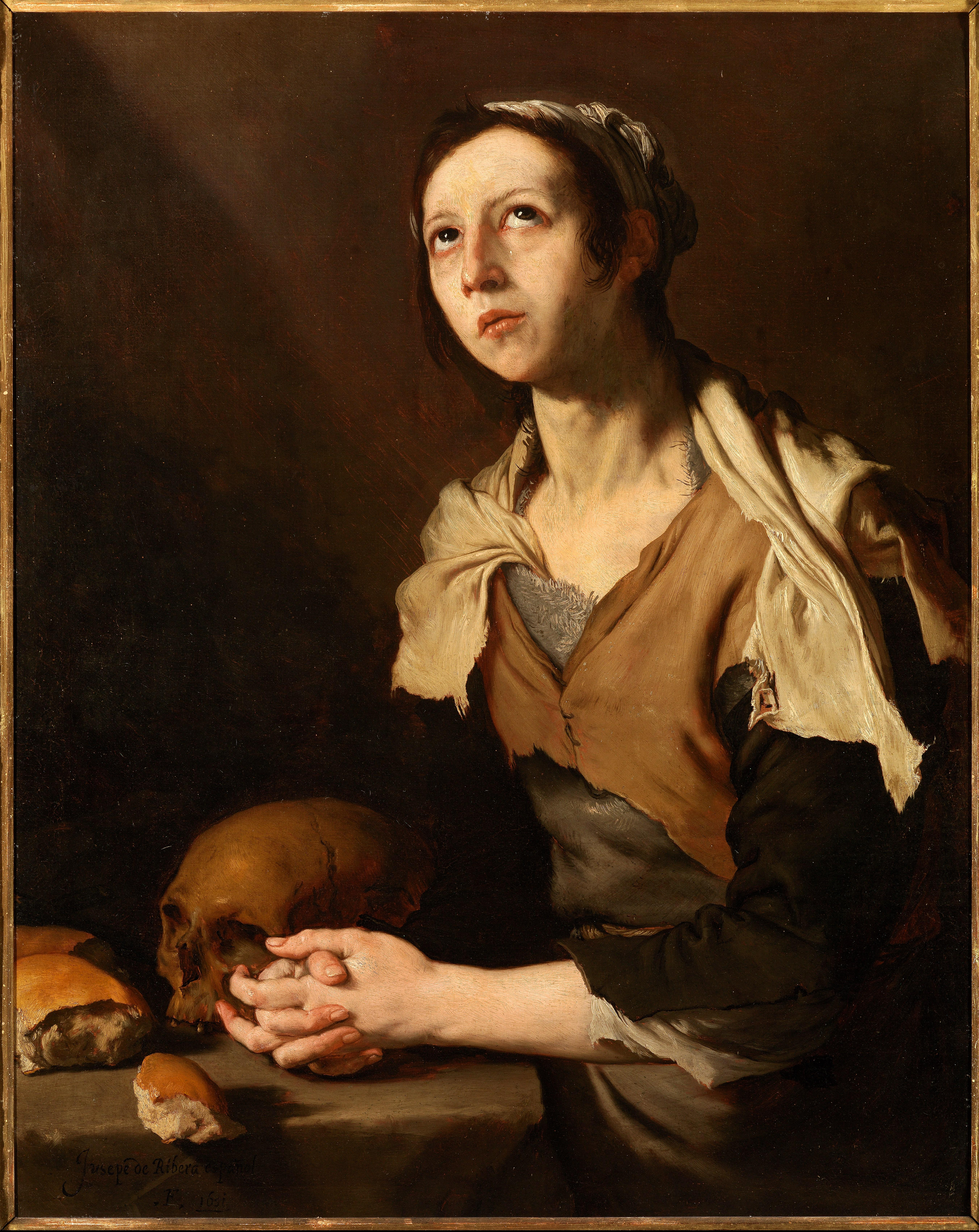
「エジプトのマリア」（ホセ・デ・リベーラ）

欧州ではよく知られる有名な聖人であり、数々の藝術作品においてエジプトのマリアは題材となってきた。
- ロシアにおいては中世から現代に至るまで、多くのイコンが描かれて来た。
- イギリスの劇作家・詩人：ベン・ジョンソン（1572年頃 – 1637年）による喜劇の登場人物の一人に取り上げられている。
- スペインの画家：ホセ・デ・リベーラ（1591年 - 1652年）が絵画を描いている（右画像参照）。
- フランスの小説家：オノレ・ド・バルザック（1799年 - 1850年）の短編小説「知られざる傑作」の中で、画家ポルビュスが描く作品の題材として取り上げられている。
- フランスの画家：テオドール・シャセリオー（1819年 - 1856年）は、サン･メリ教会からの依頼でエジプトのマリアの一生を描いた壁画を制作した。
- オーストリアの作曲家：グスタフ・マーラー（1860年 - 1911年）は交響曲第8番の声楽において、第2アルトにエジプトのマリアの役を当てている。エジプトのマリア役の第2アルトが歌う"Bei dem Arm, der von der Pforte, Warnend mich zurücke stieß, Bei der vierzigjähr'gen Buße, Der ich treu in Wüsten blieb,"（わたしを寺院の門外へと突き戻された戒めの御手。ただひたすらに砂漠で祈り上げ、忠実に勤めました40年間の懺悔。）という台詞は明らかに、教会の伝承内容に題材をとったものである。
- イタリアの作曲家：オットリーノ・レスピーギ（1879年 - 1936年）と、イギリスの作曲家：ジョン・タヴナー（1944年 -）はオペラの題材とした。
- 日本人で正教徒でもあった詩人：鷲巣繁男（1915年 - 1982年）に、「エジプトの聖マリア」という詩がある[7]。